# Passy (Yonne)
Passy es una localidad y comuna francesa situada en la región de Borgoña, departamento de Yonne, en el distrito de Sens y cantón de Sens-Sud-Est.

## Demografía
| 615 | 589 | 595 | 553 | 580 | 571 | 568 | 562 | 509 | 536 | 538 | 481 | 449 | 432 | 414 | 366 | 328 | 299 | 316 | 326 | 342 | 277 | 246 | 231 | 219 | 215 | 188 | 169 | 219 | 197 | 223 | 301 | 303 |
| Para los censos de 1962 a 1999 la población legal corresponde a la población sin duplicidades (Fuente: INSEE [Consultar]) |     |     |     |     |     |     |     |     |     |     |     |     |     |     |     |     |     |     |     |     |     |     |     |     |     |     |     |     |     |     |     |     |